# Patrizia Bracaglia
Patrizia Bracaglia (Firenze, 19 aprile 1964) è un'attrice e doppiatrice italiana.

## Biografia e carriera
Laureatasi al DAMS con una tesi in estetica cinematografica, si è specializzata al corso per attori di prosa promosso dall'Accademia d'arte drammatica "Silvio D'Amico" di Roma.
In teatro è stata diretta, tra gli altri, da Jerzy Stuhr (Ubu Re), Bogdan Jerković (L'ispettore Generale), Elio De Capitani (Alla greca), Attilio Corsini (Voglia matta anni Sessanta), Cesare Lievi (Donna Rosita nubile), Maurizio Scaparro (Lorenzaccio), Gigi Dall'Aglio (L'Idiota).
In cinema ha lavorato con Elena de Rosa e Roberto Campagna (Ninna oh!), Sabina Guzzanti (Bimba), Massimo Ceccherini (La brutta copia), mentre in televisione ha partecipato a serie come Un medico in famiglia, Camici Bianchi, La squadra, Cotti e mangiati, R.I.S. Roma - Delitti imperfetti, Sorelle, Scomparsa, Rocco Schiavone. Ha condotto 60 puntate del talk show Prima che sia troppo tardi, su San Marino RTV, canale della Radiotelevisione della Repubblica di San Marino.
Sostanzioso anche il suo curriculum radiofonico, essendo stata spesso interprete di fortunati programmi di Radio Rai International (Aspettando mezzanotte, Racconto italiano, Taccuino italiano, Studio Azzurro) e di originali radiofonici su Radio2 (Voci dell'aria, Rimorsi, Partita doppia, Sissi, La storia in giallo, Elvis, Graal, Bonnie & Clyde)
Numerosi gli spot pubblicitari che l'hanno vista protagonista, diretta, tra gli altri, da Gabriele Muccino, Marcello Cesena, Carlo Arturo Sigon, Ugo Fabrizio Giordani, Marteen Treurniet, Gregor Nicholas, Jean-Marc Viel.
Dal 2012 si occupa continuativamente di accessibilità dei programmi televisivi della RAI e di Netflix: ha audiodescritto per le persone con disabilità visive centinaia di opere cinematografiche e serie TV.
Dall'attore Luca Della Bianca, ha avuto un figlio, Leonardo, anch'egli attore.

## Doppiaggio

### Cinema
- Emma Bernard in Notting Hill
- Alanna Ubach in È solo l’amore che conta
- Nancy O'Dell in Welcome to Hollywood
- Natalie Jackson Mendoza in Codice 46
- Nan Grey in La figlia di Dracula
- Amy Halloran in Natale in affitto
- Sarah Solemani in Lady Henderson presenta
- Virginia Dabney in Scarface - Lo sfregiato
- Julie Halston in Manuale d'infedeltà per uomini sposati
- Margaret Cho in Chiamata senza risposta
- Deidre Goodwin in Half Nelson
- Lennon Parham in I Love Shopping
- Blandine Pélissier in Welcome
- Valériane de Villeneuve in L'Heure zéro
- Barbara Gates Wilson in Boot Camp
- Angélica Aragón in L'imbroglio nel lenzuolo
- Sonja Bennett in Playing for keeps
- Natalia Jaroszyk in Prima o poi mi sposo
- Gayle Massey in Cooper - Un angelo inaspettato

### Film TV e Miniserie
- Julie-Anne Liechty in Folletti si nasce
- Charlotte Corbeil-Coleman in Mayday
- Mairon Bennet in Salem Witch Trials
- Malaya Cooks in Saving Milly
- Mary Davis Duncan in The Initiation
- Sharon Lawrence in The Alibi

### Serie televisive
- Amy Moon in Streghe
- Trie Donovan in Giudice Amy
- Bahni Turpin in Dharma & Greg
- Angelika Libera in Smallville
- Gina Chiarelli in The Dead Zone
- Emma Pierson in Coupling
- Benita Krista Nall in Settimo cielo
- Mandy June Turpin in Crossing Jordan
- Erinn Hayes in Shark - Giustizia a tutti i costi
- Lisa Renée Pitts in Lincoln Heights - Ritorno a casa
- Cloie Wyatt Taylor in Brothers & Sisters - Segreti di famiglia
- Jama Williamson in Parks and Recreation
- Eve Gordon in Glee
- Beth Crosby in Greek - La confraternita

### Soap opera e telenovelas
- Elea Breitling in Beautiful
- Viviana Sáez in El refugio
- Katie Barberi in Grachi

### Cartoni animati
- Alvin in The Little Lulu Show
- Lucy in Johnny Bravo
- Madre Sumire / Yasuyo in SuperDoll Rika-chan
- Bitsy / Elisabeth in Lloyd nello spazio
- Fairy in Samurai Jack
- Isa in Dora l'esploratrice
- Nonna Trixie / Euryale in American Dragon: Jake Long
- Mamma Horace in Kid Paddle
- Caprice in Cédric
- Ufficiale / Joan in Flipper & Lopaka
- Aline in Piccoli canguri
- Rudy / Titus / Adam / Ingrid / Susan / Flo / Jitters / Alex / Mamma Jacob in I magici piedini di Franny
- Tekkei in Inuyasha
- Sonia in Matt & Manson
- Grillo Parlante in Sandra detective delle fiabe
- Larry in Minimega cuccioli
- Strega di Biancaneve in I Simpson
- Mamma Quinn / Mamma Cody / Mamma Sally in Agente speciale Oso
- Saponetta in Cuccioli